# Luis Py
Luis Pi (Barcelona, 22 de marzo de 1819 - Buenos Aires, 22 de febrero de 1884), según su acta de bautismo, más conocido como Luis Py o el Comodoro Py, fue un marino argentino de origen español, que realizó gran parte de su carrera en la Argentina, participando en las guerras civiles de aquel país, en la Guerra del Paraguay y en la defensa de la Patagonia para la Argentina, ante los intereses chilenos.
Py aseguró la soberanía argentina en la Patagonia en 1878, cuando enarboló la bandera de ese país en el Cañadón Misioneros, a orillas del río Santa Cruz. La Argentina y Chile se disputaban el control de la Patagonia al sur de este río y hasta el Estrecho de Magallanes.

## Infancia y juventud
Nació el 22 de marzo de 1819 en Barcelona, Cataluña, España, siendo registrado como Lluís Pi i Palà; estudió en la academia náutica de aquella ciudad, graduándose de piloto. A la edad de 24 años, en 1843, ingresó a la Armada Argentina, iniciándose en el pailebote San Calá, a órdenes de Nicolás Jorge, pasando posteriormente a la goleta Chacabuco y en otros buques en la guerra contra el gobierno de la Defensa, bajo las órdenes del almirante Guillermo Brown. También participó en el sitio de Montevideo (1843-1851).
Hacia 1847 se incorporó nuevamente a la goleta Chacabuco, esta vez como segundo de a bordo, en una escuadra que realizaba sus operaciones en el río Paraná. Se desempeñó bajo las órdenes del coronel griego Nicolás Jorge y, posteriormente, del coronel José María Pinedo. También participó de las operaciones contra el bloqueo anglo-francés, producido entre 1845 y 1850.

## Trayectoria
Tras la batalla de Caseros, acaecida el 3 de febrero de 1852, continuó en servicio para el gobierno del Estado de Buenos Aires, rebelde contra la Confederación Argentina, luchando contra el bloqueo de la ciudad, propiciado por la flota de la Confederación. En 1859 prestó sus servicios bajo las órdenes del coronel Antonio Sussini, leal a Buenos Aires. Posteriormente fue ascendido a capitán, trabajando en el 25 de Mayo y en otras embarcaciones.
En ese mismo año participó en el combate de la Isla Martín García, que permitió apoyar el avance del ejército porteño hacia la provincia de Santa Fe, donde sería derrotado en la batalla de Cepeda, disputada el 23 de octubre de 1859; colaboró en el traslado de regreso a Buenos Aires del ejército de Bartolomé Mitre. En 1861 fue, por corto tiempo, capitán del puerto de Buenos Aires, y luego formó parte de la escuadra de José Murature, que apoyó el nuevo avance de los porteños hacia el norte, donde vencerían en la batalla de Pavón, librada el 17 de septiembre de ese año.
En junio de 1861, Py se hizo cargo del buque Guardia Nacional, reemplazando a Juan Lamberti. Un año más tarde, la nave se transformó en la capitana de la escuadra y defendió los intereses argentinos en el río Uruguay. Entre 1863 y 1864 se mantiene como el buque principal y patrulla los ríos Uruguay, Paraná y de la Plata; en diciembre de 1864 es designado como buque estacionario en el río Uruguay, ubicándose frente a la ciudad de Paysandú.

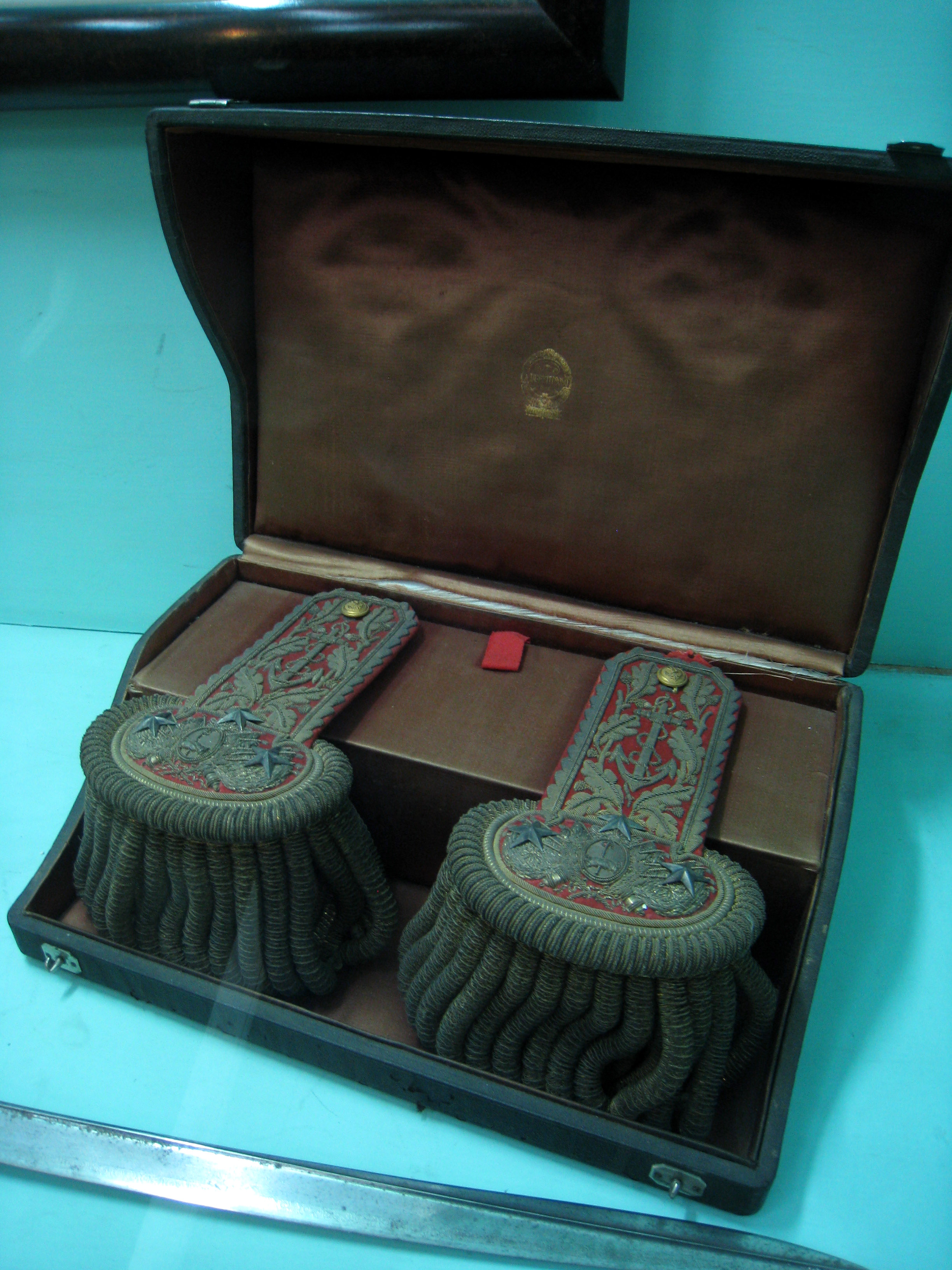
Charreteras y sable pertenecientes a Luis Py, en el Museo Naval de la Nación, en Tigre.

### Defensa de Paysandú y Guerra del Paraguay
El Guardia Nacional se encontraba frente a Paysandú cuando se produce el ataque a la ciudad, propiciado por el revolucionario Venancio Flores y sus aliados de la escuadra y el ejército brasileños. Py colaboró con los argentinos residentes en la ciudad, retirándose hacia la provincia de Entre Ríos antes de la captura de la ciudad y la masacre de sus defensores.
Tras la ayuda en Paysandú, Py regresa a Buenos Aires; sin embargo, pronto estalló la Guerra de la Triple Alianza entre la República Argentina, el Imperio del Brasil y el Estado Oriental del Uruguay contra la República del Paraguay y el Guardia Nacional debió trasladar las tropas del Ejército Argentino hacia la región. El buque llegó a Corrientes en mayo, incorporándose a la 1.ª División de la escuadra brasileña comandada por el vicealmirante Francisco M. Barroso.
Py ya era teniente coronel cuando combatió en la Guerra del Paraguay. Durante el Combate de Paso de Cuevas, Py se encontraba a bordo del Guardia Nacional, que recibió varios impactos de metralla. Estos provocaron varias muertes, y uno de ellos hirió mortalmente a su hijo, Enrique Py. También participó en las operaciones en la zona de Paso de la Patria. Prestó servicios de transporte y apoyo durante la mayor parte de la guerra como capitán de un vapor.
Regresó a Buenos Aires con el final de la guerra y, tras ser ascendido a coronel graduado, comandó un buque que apoyó las operaciones contra el caudillo entrerriano Ricardo López Jordán, en 1870. Se desempeñó como comandante militar de la isla de Martín García entre 1871 y 1872.

### Revolución de 1874
El presidente Sarmiento creó una nueva escuadra en 1874, colocando a su mando a José Murature y a Py como segundo. Participó de la represión de los marinos porteños que se unieron a la revolución mitrista de aquel año, aunque no llegó a capturar a los buques comandados por el jefe naval enemigo Erasmo Obligado. Le fue encomendada la tarea de perseguir y capturar a la cañonera Paraná, que se había sublevado. Leandro N. Alem tenía el cargo de secretario en su escuadra.

## Expedición a Santa Cruz

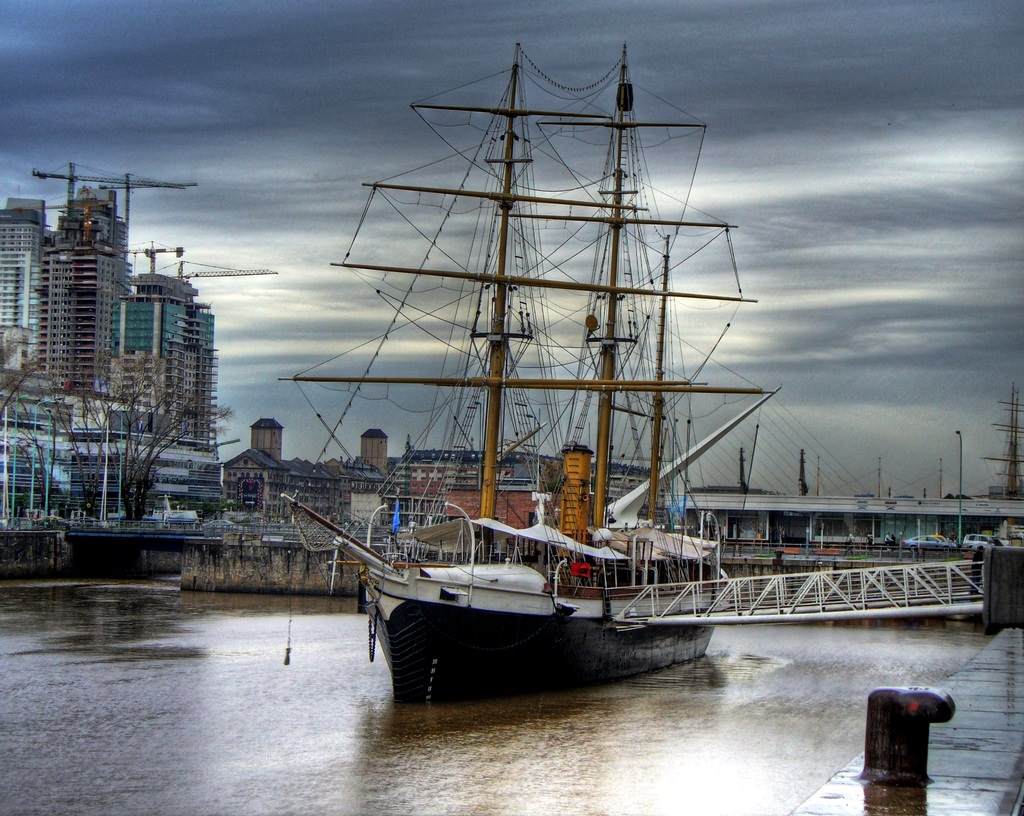
La cañonera Uruguay, conocida actualmente como la Corbeta Uruguay, se encuentra expuesta en Puerto Madero, en la ciudad de Buenos Aires.

La cañonera chilena Magallanes capturó al buque Devonshire en 1878, perteneciente a los Estados Unidos, que tenía un permiso argentino para extraer guano; esto provocó un conflicto internacional. El general Julio Argentino Roca, que se desempeñaba como Ministro de Guerra y Marina de Nicolás Avellaneda, envió a Py a la región, el mando de una escuadra. Entre los buques que la integraban se encontraba la goleta Cabo de Hornos, que era comandada por Luis Piedrabuena.
Fue nombrado comandante de la 2.ª división de la Armada Argentina, con responsabilidad sobre la costa sur de Buenos Aires y la Patagonia. En 1878 comandó una exploración a Santa Cruz, con seis buques, con el objetivo de tomar control de la región, donde se habían capturado dos barcos que operaban con permiso argentino. El gobierno de Chile le disputaba este territorio al gobierno nacional, ya que intentaban extender su dominio por esta región, hasta el Estrecho de Magallanes. Py tenía la orden de tomar posesión de la costa, enfrentando a los chilenos si era necesario; sin embargo, no hubo enfrentamientos.
Al mando de los barcos de la División Naval, entre los que se encontraban el monitor Los Andes, la cañonera Uruguay y la bombardera Constitución, Py remontó el río Santa Cruz el 27 de noviembre de 1878. Tres días más tarde se estableció que la artillería de plaza ocuparía la margen sur del río, con el objetivo de izar la bandera nacional en el Cañadón Misioneros.
El 1 de diciembre se reafirmó la soberanía sobre la Patagonia, ya que a las diecisiete horas se izó la bandera nacional. Se tomó oficialmente posesión de las desembocaduras de los ríos Gallegos, Deseado y Santa Cruz, fundando en ellas sendos puertos militares. En esta última se emplazó el poblado de Puerto Santa Cruz, reemplazando el asentamiento fundado por Luis Piedrabuena en la isla Pavón. Esta localidad fue capital del Territorio Nacional de Santa Cruz, cuyo primer gobernador fue Carlos María Moyano, a quien Py había trasladado. También aprovechó para hacer rendir lección allí a la primera promoción de egresados de la Escuela Militar Naval de la Nación. En el acto también estuvieron presentes el capitán Piedrabuena y el futuro comodoro Martín Rivadavia.

## Últimos años
Tras la exitosa empresa y con 60 años de edad, Py regresó a Buenos Aires, donde fue ascendido al grado de comodoro y recibió una medalla de oro, que conmemoraba su labor. Falleció en esa ciudad el 22 de febrero de 1884, año en el que la Argentina creaba subprefecturas para ocupar institucionalmente la Patagonia.

## Homenajes

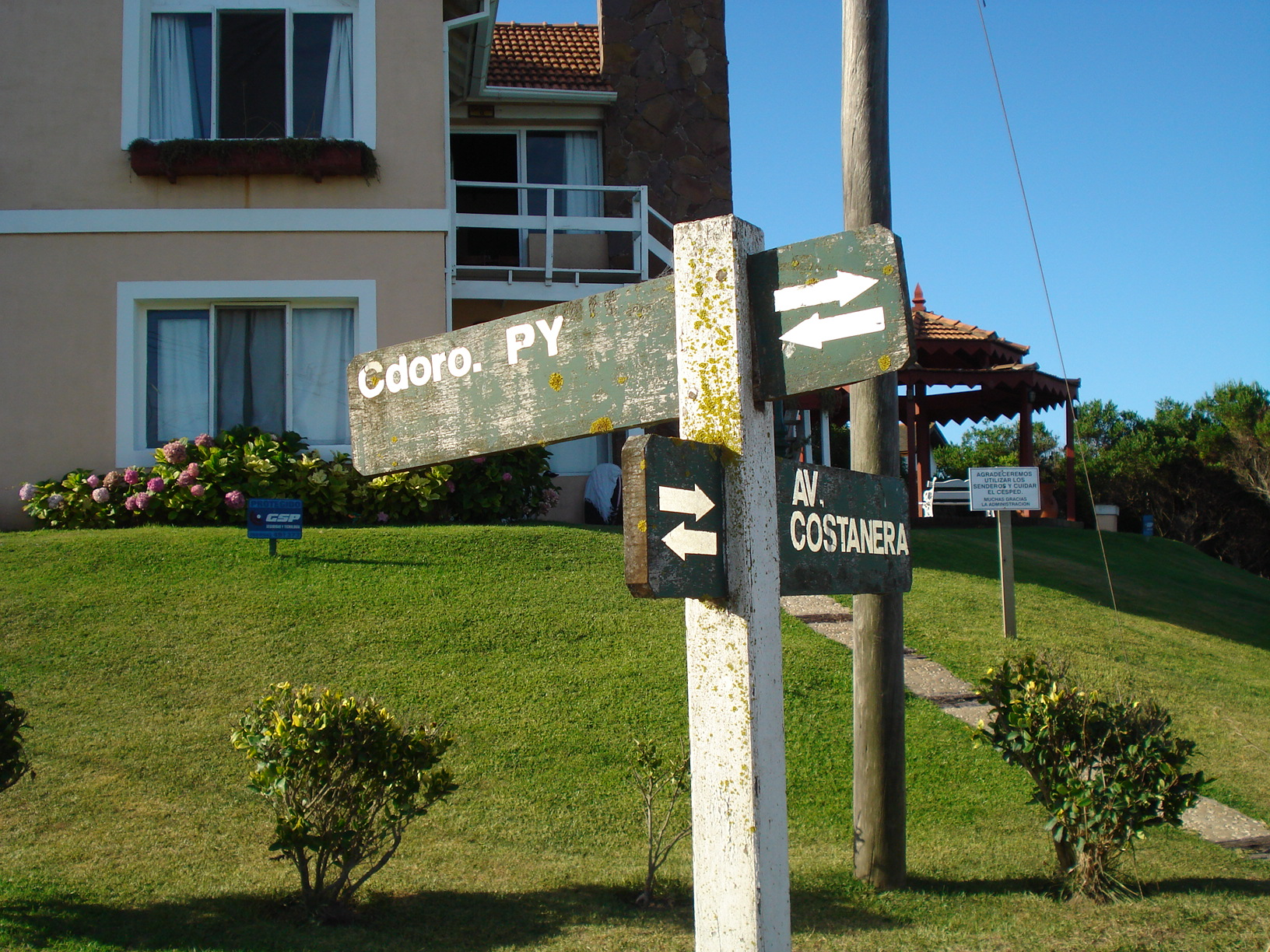
Cartel de la calle Comodoro Py, en Valeria del Mar, provincia de Buenos Aires.

Existe una localidad de la provincia de Buenos Aires que lleva su nombre en su honor, llamada Comodoro Py. El 6 de junio de 1909 se lotearon las tierras del campo La Elisa, dentro del cual se encontraba la estación Comodoro Py, perteneciente a la Compañía General de Ferrocarriles en la Provincia de Buenos Aires (actualmente el Ferrocarril General Belgrano), una línea de trocha angosta. El campo fue dividido en doscientos veinte solares, cincuenta y tres quintas y setenta y dos chacras por la Compañía Inmobiliaria Franco Argentina, dando origen así al nuevo poblado.
El 1 de diciembre de 1978, cuando se cumplieron cien años del desembarco de Py en Puerto Santa Cruz, el gobierno de esa ciudad decidió erigir allí un monumento, llamado La cruz del centenario. Este monumento, ubicado en la intersección de las avenidas Julio A. Roca y Cmte. Luis Piedrabuena, abarca una superficie rectangular aproximada de 1000 m², en cuya parte central se encuentra una gran cruz, que hace referencia a la llegada de los cristianos a la región. Debido a que está por encima del nivel de la calle, posee varias escalinatas para acceder a él. En los muros laterales se han colocado las imágenes del Vía Crucis y varias placas conmemorativas, mientras que frente al mar se hallan cinco mástiles de hierro que enarbolan la bandera argentina.
Existen calles y avenidas que llevan el nombre de Luis Py, como por ejemplo en el barrio de Retiro en la Ciudad Autónoma de Buenos Aires, también en la ciudad de Río Grande, en la Provincia de Tierra del Fuego, Antártida e Islas del Atlántico Sur, y en Valeria del Mar, provincia de Buenos Aires. También existen instituciones que lo honran, como ocurre con la Escuela N. 395 Comodoro Luis Py, de la localidad salteña de General Güemes. Una escuela de la localidad de Puerto Pirámides en la Provincia de Chubut, lleva su nombre.También existe un apartadero del Ramal Ferro-Industrial de Río Turbio que une la mina de Río Turbio con el Punta Loyola que lleva su nombre.